# Svenska näringsrekommendationer
Svenska näringsrekommendationer (SNR) är rekommendationer om näringsintag och fysisk aktivitet för friska individer som ges ut av Livsmedelsverket. Syftet med kostråden är att tillfredsställa grundläggande näringsbehov och förebygga kostrelaterade sjukdomar.